# Vigala
Vigala (Estisch: Vigala vald) is een voormalige gemeente in de Estlandse provincie Raplamaa. De gemeente telde 1207 inwoners op 1 januari 2017 en had een oppervlakte van 269,7 km². De hoofdplaats was Kivi-Vigala.
In oktober 2017 werd Vigala bij de gemeente Märjamaa gevoegd.

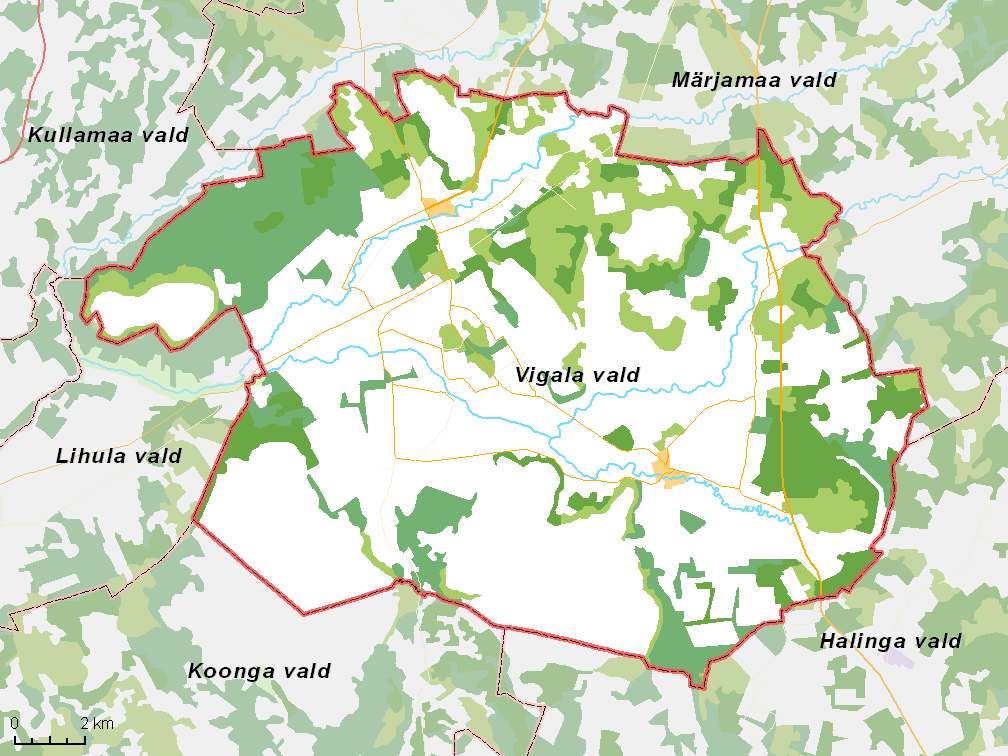
De gemeente met omliggende gemeenten, situatie begin 2017